# Campionat d'Europa d'atletisme en pista coberta de 1973
El Campionat d'Europa d'atletisme en pista coberta de 1973 fou la quarta edició del Campionat d'Europa d'atletisme en pista coberta. La competició es digué a terme a la ciutat de Rotterdam (Països Baixos) entre els dies 10 i 11 de març de 1973 sota l'organització de l'Associació Europea d'Atletisme (AEA) i la Federació Neerldandesa d'atletisme.
La competició es dugué a terme al centre Rotterdam Ahoy amb un pista de 170 metres de llargada.

## Participants
Hi participaren un total de 304 atletes de 23 nacions diferents:
- Àustria (8)
- Bèlgica (12)
- Bulgària (18)
- Dinamarca (3)
- Finlàndia (10)
- França (28)
- Grècia (3)
- Hongria (5)
- Islàndia (1)
- Itàlia (10)
- Iugoslàvia (4)
- Noruega (2)
- Països Baixos (20)
- Polònia (30)
- Portugal (1)
- Regne Unit (12)
- RDA (27)
- RFA (44)
- Romania (6)
- Espanya (10)
- Suècia (8)
- Suïssa (3)
- Txecoslovàquia (19)
- Unió Soviètica (20)

## Resutats

### Categoria masculina
| Event                        | Or                                                                                | Or      | Plata                                                                    | Plata   | Bronze                                                                    | Bronze                        |
| 60 metres llisos detalls     | Zenon Nowosz (POL)                                                                | 6.64    | Manfred Kokot (GDR)                                                      | 6.66    | Raimo Vilén (FIN)                                                         | 6.71                          |
| 400 metres llisos detalls    | Luciano Sušanj (YUG)                                                              | 46.38   | Benno Stops (GDR)                                                        | 47.31   | Dariusz Podobas (POL)                                                     | 47.40                         |
| 800 metres llisos detalls    | Francis Gonzalez (FRA)                                                            | 1:49.17 | Gerhard Stolle (GDR)                                                     | 1:49.32 | Jozef Plachý (TCH)                                                        | 1:49.50                       |
| 1500 metres llisos detalls   | Henryk Szordykowski (POL)                                                         | 3:43.01 | Herman Mignon (BEL)                                                      | 3:43.16 | Klaus-Peter Justus (GDR)                                                  | 3:43.36                       |
| 3000 metres llisos detalls   | Emiel Puttemans (BEL)                                                             | 7:44.51 | Willy Polleunis (BEL)                                                    | 7:51.86 | Pekka Päivärinta (FIN)                                                    | 7:52.97                       |
| 60 metres tanques detalls    | Frank Siebeck (GDR)                                                               | 7.71    | Adam Galant (POL)                                                        | 7.76    | Thomas Munkelt (GDR)                                                      | 7.81                          |
| relleus 4x340 metres detalls | FrançaLucien Sainte-Rose · Patrick Salvador · Francis Kerbiriou · Lionel Malingre | 2:46.00 | RFAFalko Geiger · Karl Honz · Ulrich Reich · Hermann Köhler              | 2:46.42 | Només participaren dos equips                                             | Només participaren dos equips |
| relleus 4x680 metres detalls | RFAReinhold Soyka · Josef Schmid · Thomas Wessinghage · Paul-Heinz Wellmann       | 6:21.58 | TxecoslovàquiaIvan Kováč · Jozef Samborský · Jozef Plachý · Ján Šišovský | 6:21.60 | PolòniaKrzysztof Linkowski · Lesław Zając · Czesław Jursza · Henryk Sapko | 6:26.95                       |
| Salt d'alçada detalls        | István Major (HUN)                                                                | 2.20    | Jiří Palkovský (TCH)                                                     | 2.20    | Vasilios Papadimitriou (GRE)                                              | 2.17                          |
| Salt amb perxa detalls       | Renato Dionisi (ITA)                                                              | 5.40    | Hans-Jürgen Ziegler (FRG)                                                | 5.35    | Jean-Michel Bellot (FRA)                                                  | 5.30                          |
| Salt de llargada detalls     | Hans Baumgartner (FRG)                                                            | 7.85    | Max Klauss (GDR)                                                         | 7.83    | Grzegorz Cybulski (POL)                                                   | 7.81                          |
| Triple salt detalls          | Carol Corbu (ROM)                                                                 | 16.80   | Michał Joachimowski (POL)                                                | 16.75   | Mikhail Bariban (URS)                                                     | 16.38                         |
| Llançament de pes detalls    | Jaroslav Brabec (TCH)                                                             | 20.29   | Gerd Lochmann (GDR)                                                      | 20.12   | Jaromír Vlk (TCH)                                                         | 19.68                         |

### Categoria femenina
| Event                        | Or                                                                      | Or      | Plata                                                                      | Plata   | Bronze                                                                             | Bronze                         |
| 60 metres llisos detalls     | Annegret Richter (FRG)                                                  | 7.27    | Petra Vogt (GDR)                                                           | 7.29    | Sylviane Telliez (FRA)                                                             | 7.32                           |
| 400 metres llisos detalls    | Verona Bernard (GBR)                                                    | 53.04   | Waltraud Dietsch (GDR)                                                     | 53.35   | Renate Siebach (GDR)                                                               | 53.49                          |
| 800 metres llisos detalls    | Stefka Yordanova (BUL)                                                  | 2:02.65 | Elfi Rost (GDR)                                                            | 2:02.83 | Elżbieta Skowrońska (POL)                                                          | 2:02.90                        |
| 1500 metres llisos detalls   | Ellen Tittel (FRG)                                                      | 4:16.17 | Tonka Petrova (BUL)                                                        | 4:17.20 | Iris Claus (GDR)                                                                   | 4:21.49                        |
| 60 metres tanques detalls    | Annelie Ehrhardt (GDR)                                                  | 8.02    | Valeria Bufanu (ROM)                                                       | 8.16    | Teresa Nowak (POL)                                                                 | 8.23                           |
| relleus 4x170 metres detalls | RFAChristiane Krause · Annegret Richter · Ingeborg Helten · Rita Wilden | 1:21.15 | ÀustriaBrigitte Haest · Christa Kepplinger · Carmen Mähr · Karoline Käfer  | 1:23.33 | Només participaren dos equips.                                                     | Només participaren dos equips. |
| relleus 4x340 metres detalls | RFADagmar Jost · Erika Weinstein · Annelie Wilden · Gisela Ellenberger  | 3:10.85 | FrançaColette Besson · Chantal Jouvhomme · Chantal Leclerc · Nicole Duclos | 3:11.20 | PolòniaDanuta Manowiecka · Marta Skrzypińska · Krystyna Kacperczyk · Danuta Piecyk | 3:11.65                        |
| Salt d'alçada detalls        | Yordanka Blagoeva (BUL)                                                 | 1.92    | Rita Gildemeister (GDR)                                                    | 1.86    | Milada Karbanová (TCH)                                                             | 1.86                           |
| Salt de llargada detalls     | Diana Yorgova (BUL)                                                     | 6.45    | Jarmila Nygrýnová (TCH)                                                    | 6.30    | Mirosława Sarna (POL)                                                              | 6.15                           |
| Llançament de pes detalls    | Helena Fibingerová (TCH)                                                | 19.08   | Ludwika Chewińska (POL)                                                    | 18.29   | Antonina Ivanova (URS)                                                             | 18.25                          |

## Medaller
| Núm. | País           | Or | Argent | Bronze | Total |
| ---- | -------------- | -- | ------ | ------ | ----- |
| 1    | RFA            | 6  | 2      | 0      | 8     |
| 2    | Bulgària       | 3  | 1      | 0      | 4     |
| 3    | RDA            | 2  | 9      | 4      | 15    |
| 4    | Polònia        | 2  | 3      | 7      | 12    |
| 5    | Txecoslovàquia | 2  | 3      | 3      | 8     |
| 6    | França         | 2  | 1      | 2      | 5     |
| 7    | Bèlgica        | 1  | 2      | 0      | 3     |
| 8    | Romania        | 1  | 1      | 0      | 2     |
| 9    | Hongria        | 1  | 0      | 0      | 1     |
| 9    | Itàlia         | 1  | 0      | 0      | 1     |
| 9    | Regne Unit     | 1  | 0      | 0      | 1     |
| 9    | Iugoslàvia     | 1  | 0      | 0      | 1     |
| 13   | Àustria        | 0  | 1      | 0      | 1     |
| 14   | Finlàndia      | 0  | 0      | 2      | 2     |
| 14   | Unió Soviètica | 0  | 0      | 2      | 2     |
| 16   | Grècia         | 0  | 0      | 1      | 1     |
|      | TOTAL          | 23 | 23     | 21     | 67    |